# Sansón y Dalila (José de Ribera)
Sansón y Dalila es un dibujo del artista español José de Ribera. Se considera que este dibujo, realizado con lápiz sanguina y grafito sobre papel verjurado, fue el boceto final del cuadro homónimo perteneciente a la Colección Real. Dicho cuadro, que se encontraba en el Salón de los Espejos del Real Alcázar de Madrid junto con el cuadro Jael y Sísara, fue destruido en 1734 durante el incendio del alcázar siendo este dibujo el único vestigio del mismo.
El dibujo forma parte de la colección estable del Museo de Bellas Artes de Córdoba. Entre el 22 de noviembre de 2016 y el 19 de febrero de 2017 fue exhibido en el Museo del Prado en la exposición "Ribera, maestro del dibujo". Posteriormente, entre el 12 de marzo y el 11 de junio de 2017, se exhibió nuevamente en el Museo Meadows de Dallas en la exposición "Between Heaven and Hell: The Drawings of Jusepe de Ribera".